# D53 (hunebed)
Hunebed D53 ligt bij Havelte op de Havelterberg in de Nederlandse provincie Drenthe. Het hunebed ligt ten noorden van de Hunebeddenweg, een zijweg van de Van Helomaweg. Aan de overzijde van de weg staat het kleinere D54.
D53 is een van de grootste hunebedden van Nederland, alleen D27 in Borger is groter.

## Bouw
D53 is gebouwd tussen 3400 en 3100 v.Chr. en wordt toegeschreven aan de trechterbekercultuur.
Het hunebed is 18,9 meter lang en 4,4 meter breed en telt 21 draagstenen, vier sluitstenen (aan de westkant zijn één grote en twee kleine sluitstenen aanwezig) en negen dekstenen. Ook de poort is er nog, compleet met vier poortstenen en een poortdeksteen. Van de kransstenen zijn nog tien aanwezig.

## Geschiedenis

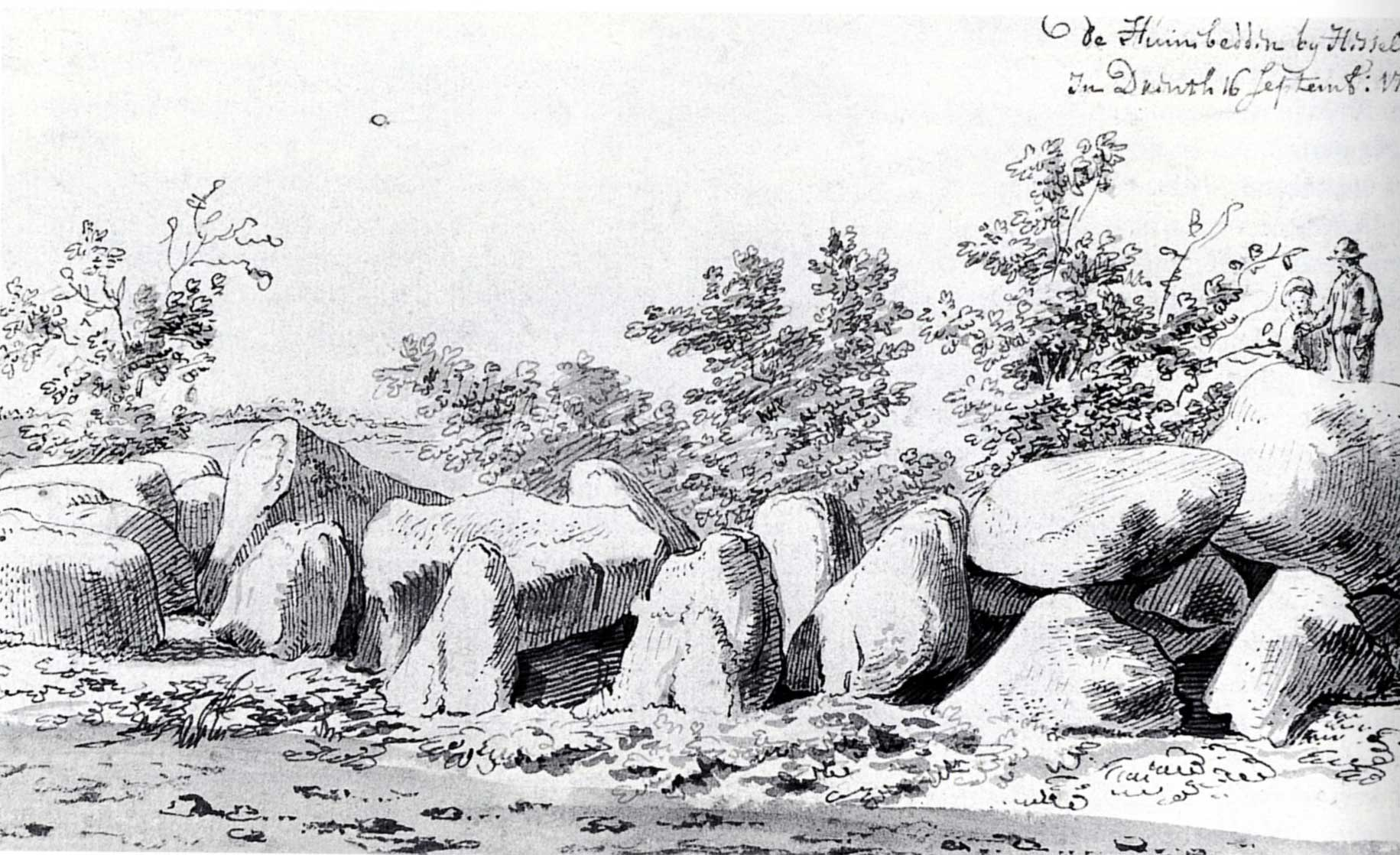
Het hunebed van Havelte in 1737 door Cornelis Pronk

Het hunebed wordt genoemd in een reisverslag van Andries Schoenmaker in 1732.
Er is al een prent van dit hunebed daterend uit 1737, gemaakt door de topografische tekenaar Cornelis Pronk.
In de 19e eeuw kocht de Staat der Nederlanden het hunebed van de boermarke van Havelte.
Het hunebed staat, samen met D54, vermeld op de Franse kaarten (1811-1813) als Anciennes Sépultures des Huns couvertes de Grosses Pierres Granitique.
Het hunebed is (samen met hunebed D54) afgebeeld op een aquarel van J. Dijkstra uit ca. 1942. Deze werd als schoolplaat gebruikt.

### Wetenschappelijk onderzoek 1918
Na enkele graafpartijen in vorige eeuwen werd dit hunebed in 1918 wetenschappelijk onderzocht. De dekstenen, die grotendeels van de draagstenen waren gegleden, werden voor het onderzoek op de draagstenen teruggelegd.
Er werden bij dit onderzoek scherven van 665 potten gevonden in een 35 cm dikke bodemlaag. In geen enkel hunebed in Nederland werd zoveel gevonden. Daarnaast werden drie vuurstenen bijlen, drie kralen van git en een van barnsteen en een pijlpunt gevonden.
Ook werden crematieresten aangetroffen. De Ierse archeologe Anna Brindley van de Rijksuniversiteit Groningen verklaart dat het om resten van zeker vijf mensen gaat. Ook lagen er dierenresten, waaronder twee berenklauwen.
De vloer was gemaakt van platte zwerfstenen en afgedekt door een laag verbrand granietgruis. In de poort bestond de vloer uit normale veldkeien. Er lag een drempelsteen tussen de veldkeien en de vloer van het hunebed zelf. Ook werden de sporen van zestien verdwenen kransstenen gevonden (hiervan zijn er nog tien aanwezig). Deze kransstenen markeerden de voet van de oorspronkelijke dekheuvel.

### Tweede Wereldoorlog

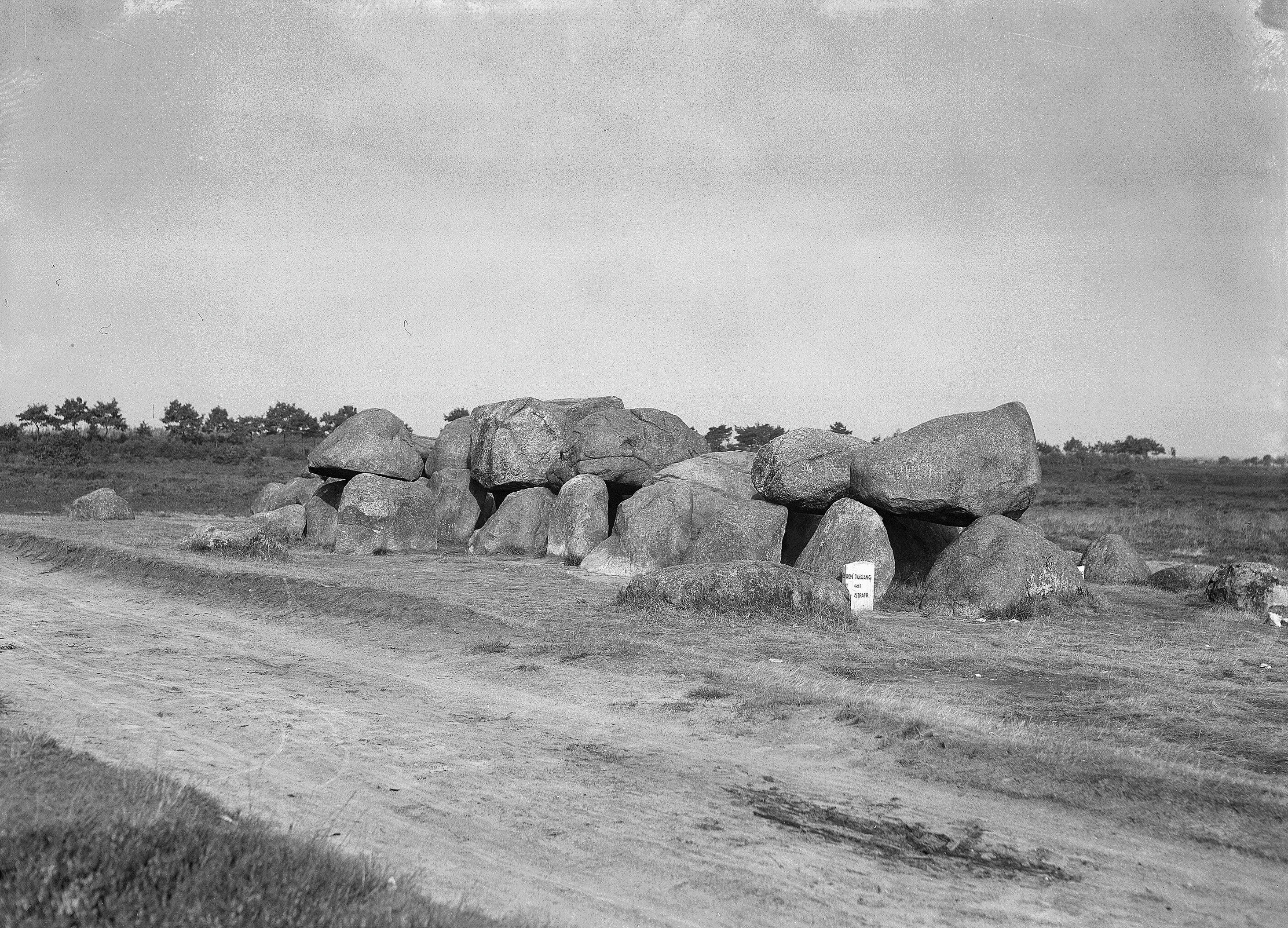
Het hunebed in 1941

Op last van de Duitsers werd het hunebed in de Tweede Wereldoorlog afgebroken ten behoeve van de aanleg van een landingsbaan. De stenen van het hunebed werden begraven in een gat van 7 meter diep (hunebed D54 werd onder een laag zand begraven, zodat het niet kon dienen als herkenningspunt door de geallieerden). Bij deze ontmanteling van het hunebed werd de vloer intact gelaten. Het vliegveld werd in 1944 en 1945 gebombardeerd.
Na de oorlog, in 1949, is het hunebed weer herbouwd op de oorspronkelijke plaats. Omdat er bij het onderzoek in 1918 tekeningen waren gemaakt van dit hunebed kon het vrij exact worden gereconstrueerd.